# Unione di Centro (2002)
L'Unione dei Democratici Cristiani e Democratici di Centro (UDC), anche nota come Unione di Centro, è un partito politico italiano, membro del Partito Popolare Europeo, nato nel 2002 dalla fusione fra Centro Cristiano Democratico, Cristiani Democratici Uniti e Democrazia Europea.
L'attuale segretario è Antonio De Poli. Per anni Pier Ferdinando Casini ne è stato il leader, nonché la figura maggiormente riconoscibile.

## Storia

### Tramonto della DC e gli eredi nel 1994

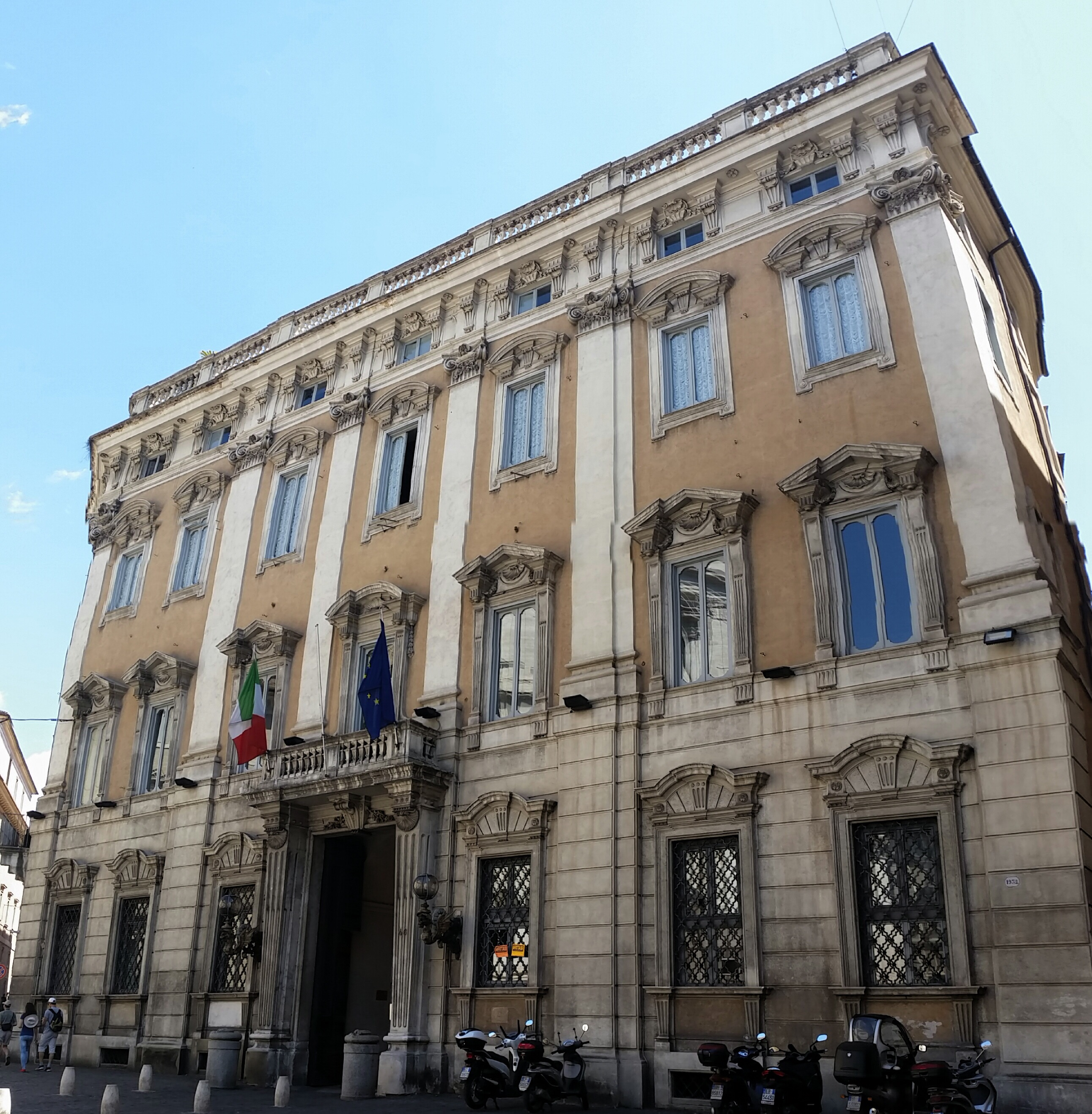
Palazzo Cenci-Bolognetti di Piazza del Gesù

Coinvolta pesantemente negli scandali di Mani pulite, nel 1993 la Democrazia Cristiana è in preda ad una grave crisi di identità. L'Assemblea programmatica costituente che si svolge fra il 23 ed il 26 luglio dello stesso anno consente al segretario Mino Martinazzoli di progettare una terza fase storica della tradizione cattolico-democratica con un soggetto nazionale di programma, fondato sul valore cristiano della solidarietà.

Lo Scudo Crociato, storico simbolo del cristianesimo democratico italiano

Dopo mesi di trattative infruttuose, il 16 gennaio 1994 il partito storico viene sciolto dal Consiglio Nazionale e dalle sue ceneri già il 18 gennaio nascono sia il Partito Popolare Italiano, al quale aderirà la maggioranza dei parlamentari ex DC, sia il Centro Cristiano Democratico, fondato da alcuni esponenti della vecchia corrente dorotea guidati da Pier Ferdinando Casini.
Alle elezioni politiche del 1994, il PPI, che ha mantenuto lo storico simbolo dello scudo crociato, aderisce alla coalizione centrista detta Patto per l'Italia, che tuttavia non ha un buon risultato elettorale, mentre il CCD prende proficuamente parte al centro-destra di Silvio Berlusconi.
Nel luglio del 1995 Rocco Buttiglione fonda i Cristiani Democratici Uniti, uscendo dal PPI; il dialogo con il CCD è subito naturale e sfocia nella presentazione di liste comuni nella quota proporzionale della Camera alle elezioni anticipate del 1996, che raggiungono il 5,8% dei consensi e 12 seggi.

### Elezioni politiche del 2001 e secondo governo Berlusconi

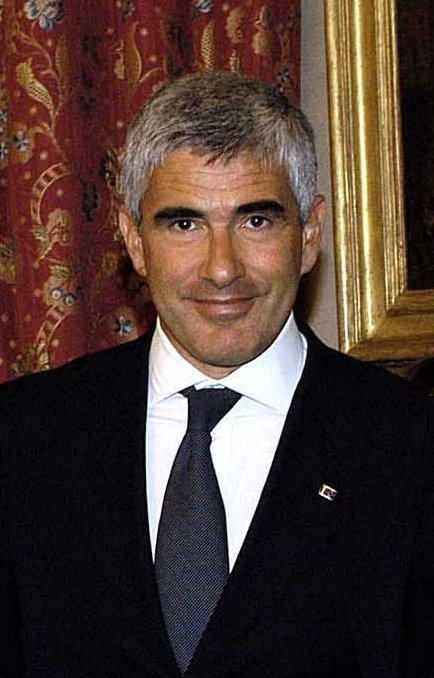
Pier Ferdinando Casini

Alle elezioni politiche del 2001 i due soggetti si presentano nuovamente (uniti nelle liste del Biancofiore) all'interno della coalizione della Casa delle Libertà a sostegno di Silvio Berlusconi e ottengono il 3,22%. Quella competizione elettorale vede anche la partecipazione solitaria di Democrazia Europea, fondata da Sergio D'Antoni e sostenuta da Giulio Andreotti.
La Casa delle Libertà vince le elezioni e alcuni esponenti di CCD e CDU entrano nel Governo Berlusconi II. Per il CCD sono nominati: Carlo Giovanardi come ministro per i rapporti con il Parlamento, Mario Baccini sottosegretario agli Affari esteri, Michele Vietti sottosegretario alla Giustizia, Giuseppe Galati alle Attività produttive e Francesco Bosi alla Difesa. Per i CDU sono nominati: Rocco Buttiglione come Ministro per le politiche comunitarie, Mario Tassone vice ministro alle Infrastrutture e Teresio Delfino sottosegretario all'Agricoltura.
Nella XIV legislatura della Repubblica Italiana il leader CCD Pier Ferdinando Casini è eletto Presidente della Camera dei deputati.

### Primo congresso nel 2002 e debutto elettorale alle elezioni europee del 2004
Il 6 dicembre 2002 i tre soggetti, Centro Cristiano Democratico, Cristiani Democratici Uniti e Democrazia Europea, avviano il procedimento unitario. Durante il primo congresso nazionale, avvenuto proprio all'atto costitutivo del partito nel 2002, viene eletto segretario Marco Follini, mentre Rocco Buttiglione ne assume la presidenza. Il primo appuntamento elettorale è relativo alle europee del 2004, superate agevolmente con il 5,89%.

### Crisi di governo e dissenso interno nel 2005
Alle elezioni regionali del 2005 la coalizione viene sconfitta dal centro-sinistra, che si aggiudica 12 delle 14 regioni chiamate al voto. Scoppia, di conseguenza, una crisi di governo con Berlusconi che prende atto della sconfitta e dopo una breve fase di confronto con gli alleati forma un nuovo esecutivo. Nel frattempo Raffaele Lombardo, Presidente della Provincia di Catania, intraprende un cammino autonomista che lo porterà a fondare il Movimento per le Autonomie: tale scelta si basa sul presupposto che «ai partiti nazionali è stato pagato un tributo troppo alto e non sempre sono stati tutelati gli interessi della nostra terra».

### Secondo congresso e dimissioni di Follini
A luglio 2005 si svolge il secondo congresso nazionale: il momento più atteso è la relazione del segretario Marco Follini (che viene riconfermato), il quale contraddistingue il partito come anima critica della Casa delle Libertà, evidenziando i traguardi ma anche le inadempienze della coalizione di governo. Sulla stessa lunghezza d'onda Casini, che sostiene Follini e apprezza la sua azione a capo dell'UDC.
In questa fase, l'UDC è tra i sostenitori della formazione di un nuovo partito unitario dei moderati, già proposto da Silvio Berlusconi per aggregare tutte le forze moderate del centro-destra. Il partito chiede un ritorno al sistema elettorale proporzionale, che la CdL - contando sulla sua maggioranza parlamentare - riesce a concretizzare nel mese di ottobre, con l'elaborazione di una nuova legge elettorale (che prevede sistemi di sbarramento, accorpamenti per coalizioni e liste bloccate senza preferenza). Questo, tuttavia, sarà tra le cause principali delle dimissioni di Follini da segretario.

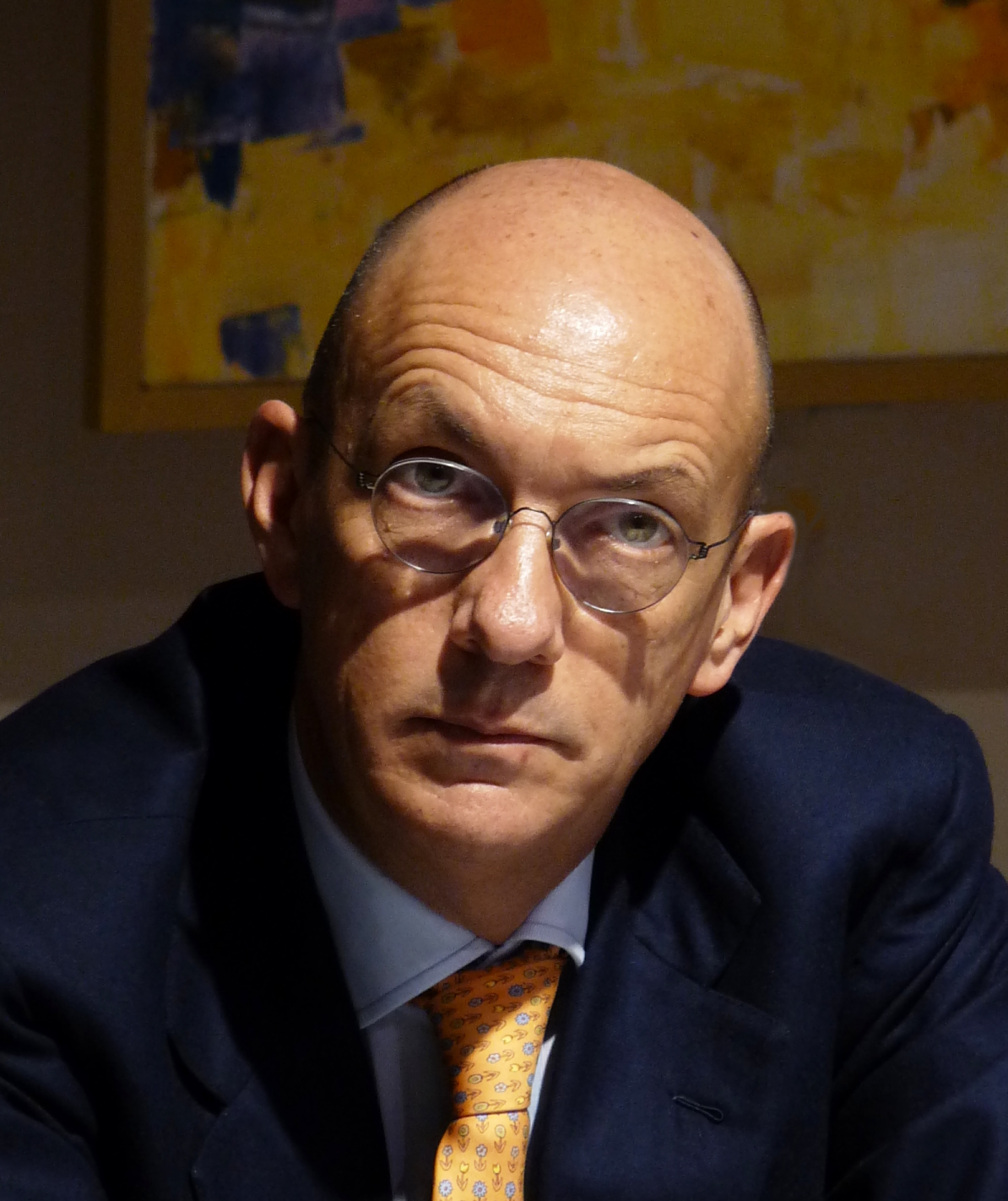
Marco Follini

Inaspettatamente, il 15 ottobre 2005, con un breve intervento alla direzione nazionale del partito, Marco Follini presenta le sue dimissioni dalla carica di segretario. L'episodio avviene all'indomani dell'approvazione alla Camera della nuova legge elettorale proporzionale, sollecitata dalla stessa UDC, non proprio nella misura in cui la richiedeva Follini, che avrebbe voluto che gli elettori esprimessero la preferenza del candidato da eleggere.
(Marco Follini)
Follini sostiene che con questa nuova legge si apre una stagione nuova per la politica italiana mentre "non esistono uomini per tutte le stagioni". Nel suo discorso, Follini cita un solo personaggio, Lorenzo Cesa, definendolo tra i principali artefici dei successi dell'UDC dalla sua nascita. Pochi giorni più tardi, lo stesso Cesa annuncia la sua candidatura alla segreteria del partito.

### Nuova fase in vista delle elezioni politiche del 2006
La direzione nazionale del partito si riunisce il 27 ottobre 2005 per eleggere il nuovo segretario nazionale: nel corso dei lavori emerge la candidatura, già preannunciata, di Lorenzo Cesa (che segna una continuità sostanziale rispetto a Follini e con l'appoggio del leader Pier Ferdinando Casini), accanto a quelle di Mario Tassone ed Erminia Mazzoni. Dopo la discussione e prima di andare al voto, queste ultime vengono ritirate in nome dell'unità del partito e per conferire l'immagine della convergenza sulla figura preminente del segretario. Cesa è proclamato tale, dunque, all'unanimità.
Nel suo discorso di insediamento, Cesa ribadisce i successi dell'UDC:
(Lorenzo Cesa)
Ad un passo dalle nuove elezioni politiche del 2006, la Casa delle Libertà avanza la necessità di rilanciare lo schieramento. Dopo aver ipotizzato il ricorso ad eventuali consultazioni primarie per la scelta del candidato premier (ipotesi sfumata dopo l'approvazione della legge proporzionale), si ricorre all'ipotesi del gioco a tre punte che coinvolge i leader dei tre principali partiti della coalizione.
Si stabilisce che l'indicazione del Presidente del Consiglio, in caso di vittoria elettorale, spetti al partito che raccoglierà il maggior numero di voti. Pier Ferdinando Casini, leader dell'UDC, insieme a Silvio Berlusconi e a Gianfranco Fini (sostenuti da FI e AN), è in lizza. Il 24 gennaio il Consiglio Nazionale 2006 delibera che, nel simbolo da presentare alle elezioni, sia presente il nome di Casini (in colore bianco su sfondo rosso) marcando anche la presenza dello scudo crociato con scritta Libertas. Gli slogan dell'UDC per la campagna elettorale prevedono l'immagine di Casini con l'iscrizione "Un'idea diversa" e "Io c'entro" (giocando sull'omofonia che richiama il centro quale collocazione politica).
In seguito ad una campagna pressante, la CdL riesce a riconquistare la fiducia di vari elettori, ottenendo un risultato in netta ascesa rispetto alle previsioni, sebbene non sufficiente a evitare la sconfitta elettorale. Il centrosinistra trionfa per poche decine di migliaia di voti alla Camera dei deputati, dove ottiene il 49,81% dei consensi contro il 49,74% della CdL. Al Senato, la situazione è ribaltata: la CdL ottiene più voti (il 49,78% contro il 49,42% dell'Unione), ma con l'apporto dei voti della circoscrizione Estero, l'Unione conquista comunque due seggi ulteriori.
L'UDC è in aumento, attestandosi su una media nazionale del 6,8%: le liste guidate da Casini ottengono 2,5 milioni di voti alla Camera e 2,3 milioni al Senato, eleggendo 39 deputati e 21 senatori; al Senato la presidenza del gruppo viene affidata a Francesco D'Onofrio, mentre alla Camera alla guida del gruppo viene eletto Luca Volontè.
In seguito l'UDC promuove la necessità di un cambiamento interno alla coalizione, rimettendo anche in discussione la leadership di Berlusconi. Uno schieramento che considerano dotato di due anime diverse, una, quella di Berlusconi, populista, l'altra, quella dell'UDC, moderata; secondo Cesa gli italiani percepiscono questa posizione alternativa interna nella coalizione, e premiano di conseguenza il partito che si pone in contrasto con atteggiamenti più moderati. Volendo favorire questa tendenza, l'UDC rifiuta la proposta di Berlusconi di costituire un partito unico della CdL.
Durante questa fase di incomprensioni, Follini, che già in precedenza aveva fondato dei circoli culturali denominati, ad ottobre 2006 decide di abbandonare l'UDC dando autonomia alla sua Italia di Mezzo, con il dichiarato obiettivo di accogliere quegli elettori che non si sentono rappresentati nell'attuale bipolarismo e creare dunque un nuovo centro. In seguito confluirà nel Partito Democratico.

### Inizio delle distanze dalla "Casa delle Libertà"
L'UDC, intanto, avvia un cammino autonomo e punta a differenziarsi dalla Casa delle Libertà, che giudica ormai come un'esperienza conclusa e punta, piuttosto, alla nascita di un nuova coalizione di centro alternativa alla sinistra, continuando a dichiarare la sua netta opposizione al Governo Prodi II.
I principali strappi consumati nei confronti della CdL riguardano:
- il 2 dicembre 2006 l'UDC decide di non partecipare alla manifestazione di piazza organizzata a Roma dal centro-destra contro la Legge Finanziaria del Governo e, piuttosto, organizza una manifestazione parallela e contemporanea, a Palermo, dove viene sancito che "esistono due opposizioni al centro-sinistra": una, quella dei moderati, rappresentata appunto dall'UDC; l'altra, quella delle forze di destra, rappresentata da Forza Italia, Alleanza Nazionale e Lega Nord che si avviano - seppur con dei distinguo - alla costituzione di un partito unitario, definito da Berlusconi come il Partito della Libertà.

In questa circostanza, Casini afferma che "la Casa delle Libertà non ha ormai senso. Il suo ritualismo è parte del passato e non di una prospettiva politica del presente";
- il 27 marzo 2007, distinguendosi dal resto della CdL e coerentemente con quanto votato nella precedente legislatura dall'intero centro-destra, l'UDC vota a favore del rifinanziamento delle missioni umanitarie italiane all'estero, in primis quella in Afghanistan, mentre gli altri esponenti della CdL, con in testa Berlusconi, pur favorevoli al rifinanziamento delle missioni, si astengono con l'annunciato motivo di voler mettere alla prova il centro-sinistra, che al Senato rischiava di non avere la maggioranza a causa delle chiare defezioni di esponenti della sinistra radicale.

### Terzo congresso nel 2007
Il terzo Congresso dell'UDC che si svolge a Roma dal 13 al 15 aprile 2007 denota una contrapposizione interna fra coloro i quali intendono consolidare la linea perseguita negli ultimi tempi, dichiarandosi indipendenti dalla Casa delle Libertà e intraprendendo iniziative autonome nell'opposizione al centro-sinistra; Carlo Giovanardi propone invece un nuovo dialogo con Forza Italia in nome dalla comune appartenenza al Partito Popolare Europeo. Cesa viene riconfermato segretario con l'86% dei delegati.
In occasione della crisi di governo che si consuma in Senato con la caduta del Governo Prodi II, nelle consultazioni con il Presidente della Repubblica, Giorgio Napolitano, l'UDC si esprime a favore della costituzione di un governo di pacificazione nazionale, finalizzato alla realizzazione di alcune riforme, discosta dunque dalla altre forze di centro-destra che chiedono il ritorno immediato alle urne. Quando il Capo dello Stato affida un incarico esplorativo al Presidente del Senato Franco Marini, l'UDC si ritiene quindi indisponibile a partecipare al governo qualora l'esecutivo non comprenda anche altri esponenti del centro-destra.
A seguito di quest'ultima posizione, il 30 gennaio 2008, Bruno Tabacci e Mario Baccini lasciano il partito, ipotizzando una forza alternativa di centro denominata "Rosa Bianca"  (rinominata Rosa per l'Italia). Il 4 febbraio 2008, Giovanardi e una parte dell'area che aveva sostenuto la mozione di minoranza all'ultimo congresso, riunita nei circoli dei Popolari Liberali, lascia il partito per aderire al nuovo progetto di Silvio Berlusconi, Il Popolo della Libertà.

### Corsa solitaria alle elezioni politiche del 2008

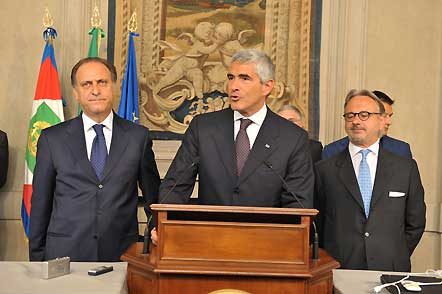
Al Quirinale: Pier Ferdinando Casini (al centro), Lorenzo Cesa (a sinistra) e Michele Vietti (a destra)

Il 16 febbraio 2008 il gruppo dirigente del partito rifiuta la proposta di confluire nel Popolo della Libertà. Il successivo 28 febbraio viene invece raggiunto un accordo con la Rosa per l'Italia, con Pier Ferdinando Casini candidato alla Presidenza del Consiglio dei ministri..
Il risultato delle consultazioni è simile a quello ottenuto nel 2006, con 2 milioni di voti e il 5,62%, conquistando 36 deputati e superando lo sbarramento regionale dell'8% in Sicilia che gli consente di eleggere anche 3 senatori; obiettivo mancato per pochi voti in Calabria e Puglia dove si ferma al 7,9%. Il risultato è ritenuto positivo, in quanto l'UDC è l'unica forza politica presentatasi al di fuori dei poli che riesce ad entrare in Parlamento, al contrario di altre formazioni che, in situazioni analoghe, ottengono risultati modesti, come le forze della sinistra e della sinistra radicale riunite ne La Sinistra l'Arcobaleno.
Il leader Casini sottolinea che, coerentemente col risultato delle urne, la collocazione sarà all'opposizione al Governo Berlusconi IV e alla maggioranza PdL - Lega Nord, rimarcando nelle sue politiche una forte insofferenza proprio verso il partito di Umberto Bossi, in particolare contro le sue proposte di riforma per il federalismo fiscale.

### Elezioni regionali del 2008 ed europee del 2009
In occasione delle elezioni regionali in Abruzzo del 2008 viene siglata un'alleanza con i Popolari UDEUR, al fine di sostenere Rodolfo de Laurentiis alla carica di Presidente: la lista ottiene il 5,6% dei consensi.
Per quanto riguarda le elezioni per il rinnovo del Consiglio della provincia autonoma di Trento il gruppo dirigente locale ufficializza l'appoggio a Lorenzo Dellai, candidato Presidente della coalizione di centro-sinistra. Alcuni vizi di forma, avvalorati dai pronunciamenti del TAR di Trento e del Consiglio di Stato, impediscono però l'ammissibilità della lista, ma i suoi dirigenti – in primis il leader nazionale Pier Ferdinando Casini e poi i politici locali – confermarono l'appoggio a Dellai invitando i propri elettori a votare l'Unione per il Trentino.
Il partito consegue invece il 9,4% dei consensi alle elezioni regionali in Sardegna del 2009, vinte da Ugo Cappellacci.
I candidati maggiormente noti delle europee del 2009 sono il giornalista egiziano Magdi Allam, di recente conversione al Cristianesimo, il personaggio televisivo Emanuele Filiberto di Savoia, l'ex calciatore Gianni Rivera e l'ex Presidente del Consiglio della prima repubblica Ciriaco De Mita: il responso è indubbiamente positivo con 2 milioni di voti pari al (6,51%) e cinque eletti, che in seguito diventeranno sette.

### Festa di Chianciano Terme del 2009 e le nuove adesioni
Dall'11 al 13 settembre 2009 Chianciano Terme ha ospitato gli "Stati Generali del Centro", che hanno visto la partecipazione dell'intero gruppo dirigente, del Presidente della Camera Gianfranco Fini, eletto nel Popolo della Libertà, e del senatore Francesco Rutelli, eletto nel Partito Democratico, il quale, intervistato dai giornalisti, non ha escluso un progetto comune. A seguito della riuscita dell'assemblea, il deputato Lorenzo Ria, eletto nel PD e passato successivamente nel PdL, ha scelto di aderire all'Unione di Centro.
Il 24 novembre aderisce Alberto Tomassini, mentre il 6 dicembre 2009 la senatrice del PD Dorina Bianchi, appartenente al gruppo Teodem, in un'intervista al Corriere della Sera annuncia la sua uscita dal partito per ritornare nell'Unione di Centro. Il 10 dicembre aderisce anche Antonio Satta (ex Popolari UDEUR) e presidente dell'Unione Popolare Cristiana. Il 12 dicembre 2009 viene inoltre proposta un'alleanza con il PD e l'Italia dei Valori per creare un'alternativa nei confronti della coalizione guidata da Silvio Berlusconi raccogliendo le adesioni del segretario del partito Pier Luigi Bersani.

### Elezioni regionali del 2010
Il 23 dicembre 2009, in vista delle elezioni regionali del marzo 2010, il deputato Marco Calgaro di Alleanza per l'Italia lancia l'idea della costruzione di un polo centrista con l'Unione di Centro da presentare nelle regioni chiamate al voto. In Piemonte l'idea viene subito accolta e il 30 dicembre i deputati Michele Vietti e Gianni Vernetti annunciano una lista unica a sostegno della ricandidatura di Mercedes Bresso, esponente del Partito Democratico. Pure nel Veneto sarà presentata una lista unica ApI e UdC, dove i rutelliani, guidati da Massimo Calearo, hanno annunciato il loro pieno sostegno al candidato UDC Antonio De Poli. 
In Puglia, invece, il deputato di ApI Pino Pisicchio invita il proprio partito a partecipare alle primarie del centro-sinistra senza l'UDC, prospettiva questa poi accantonata in nome dell'unità del Centro. Durante i primi giorni di gennaio 2010, attraverso due articoli pubblicati sul sito ufficiale del Partito Liberale Italiano, il segretario Stefano De Luca apre a una collaborazione con l'UdC e a un possibile ingresso del suo partito nel progetto della Costituente di Centro.
Dopo numerose consultazioni con i vari leader politici, viene reso noto il seguente piano di alleanze:
- Piemonte: l'UdC decide di sostenere la presidente uscente della regione del PD, Mercedes Bresso, contro il candidato della Lega Nord per la coalizione di centrodestra Roberto Cota, presentando una lista unica di centro con l'ApI, il PLI e Intesa Civica Popolare[65].
- Lombardia: l'UdC, escludendo ogni possibilità di sostenere Roberto Formigoni per via dell'appoggio della Lega, corre da sola presentando come candidato Savino Pezzotta, che ha ricevuto l'appoggio anche di ApI e di diversi usciti dal PD che erano provenienti dalla Margherita[66].
- Veneto: l'UdC corre da sola presentando Antonio De Poli[60], segretario regionale e portavoce nazionale del partito, appoggiato da ApI, PSDI, liste autonome locali (come Progetto NordEst e la Rete Civica Veneta) e che prenderà il nome di Alleanza per il Veneto[67].
- Liguria: l'UdC si presenta nella coalizione di centrosinistra capeggiata dal presidente uscente del PD Claudio Burlando.
- Emilia-Romagna: l'UdC presenta un proprio candidato, Gianluca Galletti, deputato nazionale.
- Toscana: l'UdC corre da sola, presentando Francesco Bosi, appoggiato anche da ApI, Partito Pensionati e Toscana Granducale[68].
- Marche: l'UDC appoggia Gian Mario Spacca, il presidente uscente della regione del PD.
- Umbria: l'UdC non ha raggiunto nessun accordo con i partiti maggiori: dopo essersi fatta avanti la candidatura di Maurizio Ronconi, presidente regionale dell'UdC e responsabile nazionale del partito dei rapporti con gli enti locali, l'UdC umbra sceglie di schierare la teodem Paola Binetti.
- Lazio: l'UdC dà il sostegno alla candidata del Popolo della Libertà, Renata Polverini, contro la candidata Emma Bonino, dei Radicali Italiani e appoggiata anche dal PD.
- Campania: l'UdC decide di sostenere il candidato del PdL Stefano Caldoro, ex leader del Nuovo PSI, confluito nel PdL a patto di avere la presidenza della Provincia di Caserta.
- Puglia: l'UdC era inizialmente disposta ad appoggiare Francesco Boccia, candidato del PD, tuttavia, su esortazione del presidente uscente Nichi Vendola, si sono svolte le primarie del centrosinistra, che hanno visto trionfare proprio il leader di Sinistra Ecologia Libertà. Per questo l'UdC si è detta indisponibile a sostenerlo e ha annunciato la sua corsa solitaria anche in Puglia, candidando Adriana Poli Bortone, ex deputata, ministra, eurodeputata di Alleanza Nazionale e senatrice del PdL, oltre che ex sindaco di Lecce, formando così una coalizione con la forza politica stessa della parlamentare leccese, Io Sud, e il Movimento per le Autonomie di Raffaele Lombardo.
- Basilicata: l'UdC appoggia il governatore uscente del PD, Vito De Filippo[69], in seguito alla decisione di Magdi Cristiano Allam di presentare la sua candidatura come indipendente alla presidenza della regione, sostenuto dal PdL[70][71]; successivamente salterà anche l'accordo tra Allam e PdL.
- Calabria: l'UdC aveva inizialmente candidato Roberto Occhiuto, deputato nazionale che avrebbe avuto anche l'appoggio del PD; successivamente tale ipotesi è saltata e il 27 gennaio si è stipulato un accordo col PdL per sostenere Giuseppe Scopelliti come candidato alla Regione.

Nel frattempo, i deputati Enzo Carra, appartenente alla corrente teodem del Partito Democratico, e Renzo Lusetti, a lungo considerato come un fedelissimo di Francesco Rutelli, scelgono di aderire. Scelgono di aderire anche i Liberal Democratici di Daniela Melchiorre, movimento centrista e liberale, insieme al MAIE di Ricardo Antonio Merlo. Il 14 febbraio, invece, annuncia la sua adesione all'UdC la deputata teodem Paola Binetti, che ha spiegato di "credere nella rinascita di una nuova DC, un partito-pensatoio da 15-20%".
Nella stessa tornata elettorale che coinvolgerà 462 amministrazioni comunali, l'UdC si presenterà principalmente in autonomia, stringendo però alleanze particolari con il PD, come per il Comune di Venezia. Curiose le alleanze strette con la Federazione dei Verdi al Comune di Corsico in Lombardia e con l'Italia dei Valori e Io Sud ad Andria in Puglia.
Alle urne, nonostante il forte dato dell'astensionismo, l'UdC ottiene il 5.57% su base nazionale confermando il risultato delle elezioni regionali precedenti. Nelle 6 regioni dove si è presentata da sola, riesce a entrare in tutti i consigli regionali, superando le singole soglie di sbarramento; invece su 7 regioni dove si era alleata (Liguria, Marche, Lazio, Basilicata, Campania e Calabria), risulta determinante solo nel Lazio, ma riesce a far parte delle giunte di queste regioni, tranne che in Piemonte, dove la coalizione di Roberto Cota batte quella della Bresso. Il 28 aprile al Senato aderisce al gruppo UdC-SVP-Autonomie anche la senatrice Luciana Sbarbati, del Movimento Repubblicani Europei ed ex PD.
In seguito all'elezione, vi è stato un lungo silenzio stampa da parte del leader Pier Ferdinando Casini, che si è esentato dal commentare la spaccatura fra Silvio Berlusconi e Gianfranco Fini nel PdL, alimentando le voci di un possibile riavvicinamento al centrodestra. Tuttavia il successivo 4 aprile, in un'intervista al TG1, Casini ribadisce la sua distanza da entrambe le parti, confermando la nascita del nuovo "Partito della Nazione" entro la fine dell'anno.
Dal 20 al 22 maggio del 2010 a Todi si è tenuto un seminario organizzato dalla Fondazione Liberal di Ferdinando Adornato, in cui si è ipotizzato l'azzeramento delle cariche dirigenziali dell'UdC e il lancio di un nuovo Partito moderato. Hanno mostrato interesse la presidente della Confindustria Emma Marcegaglia, il repubblicano di Giorgio La Malfa, Giuseppe Gargani, Gian Carlo Sangalli e l'ex aennina Adriana Poli Bortone. Nonostante i propositi, tale progetto si concluderà mestamente e senza seguito.

### Elezioni amministrative in Sardegna e Sicilia del 2010
Nella tornata elettorale del 30 e 31 maggio 2010 si è votato in Sicilia e in Sardegna per il rinnovo di molti sindaci, consigli comunali e presidenti di provincia. In Sardegna, l'UdC supera quasi ovunque il 10%, con una punta massima del 24% nella città di Iglesias. Parallelamente, insieme all'aumento dell'UdC si assiste al crollo del PdL (dal 30% delle regionali precedenti all'attuale 16%) e al ritorno del PD come primo partito della regione, anche se pure esso in calo rispetto alle ultime regionali. In Sicilia, l'UdC riesce a fare eleggere molti suoi sindaci, raggiungendo nella provincia di Agrigento risultati del 20-25%.

### Elezione di Vietti a vicepresidente del CSM
L'Unione di Centro ottiene un ottimo risultato centrando l'elezione di Michele Vietti a vicepresidente del Consiglio Superiore della Magistratura, eletto con 24 voti su 26. Vietti, insediandosi, ha detto che il Csm dovrà «recuperare prestigio e consenso» dopo «i recenti scandali» legati all'inchiesta sulla P3. Ha sottolineato che in particolare servirà attenzione «alle regole deontologiche, non solo per i magistrati ma anche per i membri del Csm, cercando di recuperare uno stile di rigore e serietà». Nel suo discorso di insediamento ha anche evidenziato che occorre «liberarsi dalle astratte contrapposizioni polemiche tra politica e giustizia avendo di mira il funzionamento del sistema con particolare riguardo alla durata dei processi».

### Il "Fronte Moderato"
In occasione della mozione di sfiducia al Sottosegretario alla Giustizia, Giacomo Caliendo, il neonato gruppo dei finiani Futuro e Libertà. Per l'Italia, l'Unione di Centro, l'Alleanza per l'Italia e il Movimento per le Autonomie scelgono di astenersi. Pier Ferdinando Casini ha definito questa alleanza "un'area di responsabilità nazionale"; Francesco Rutelli ha parlato della necessità di "unire le forze che vogliono portare a termine le riforme ed esercitare una sincera responsabilità"; dello stesso avviso anche il capogruppo di FLI, Italo Bocchino, che in un editoriale su Il Secolo d'Italia ha scritto che si tratta di una "responsabilità - aggiunge - messa sotto i piedi da un violento spirito di parte, da una faziosità senza limiti e da una partigianeria che non possiamo condividere".
Gli astenuti totali sono stati 75. Sono stati molti, tra giornali e intellettuali, a definire questa alleanza tra moderati, un possibile embrione di Terzo Polo.

### I propositi di Chianciano Terme e i dissidi sull'appoggio al governo Berlusconi IV
Il tradizionale convegno che si è tenuto a Chianciano Terme, nel quale è stata ipotizzata la nascita del Partito della Nazione, un soggetto ampio e plurale decisamente alternativo ai delusi del bipolarismo, ha visto la partecipazione di Italo Bocchino, Fabrizio Cicchitto, Dario Franceschini, Roberto Formigoni, Giuseppe Fioroni, Raffaele Bonanni, segretario della CISL, Pietro Grasso, procuratore nazionale antimafia e Massimo Cacciari, già sindaco di Venezia.
In quei giorni è emersa la prepotente insoddisfazione di alcuni esponenti siciliani, i quali contestano un atteggiamento eccessivamente critico nei riguardi del capo di governo Silvio Berlusconi e che si è presentato ufficialmente il 7 ottobre successivo. La spaccatura, in un primo momento scongiurata, si concretizza il 28 settembre quando Giuseppe Drago, Calogero Mannino, Michele Pisacane, Giuseppe Ruvolo e Francesco Saverio Romano abbandonano il gruppo alla Camera: costoro fonderanno I Popolari di Italia Domani.
Il 25 ottobre nasce anche il gruppo all'Assemblea regionale siciliana. In seguito aderiscono ufficialmente l'ex Liberale Giuseppe Basini e Giancarlo Morandi.

### Mozione di sfiducia del "Terzo Polo" al governo
In vista del voto di fiducia al Governo fissato per il 14 dicembre 2010, l'Unione di Centro presenta una mozione di sfiducia alla Camera in comune accordo con Futuro e Libertà per l'Italia e Alleanza per l'Italia.
A dare l'annuncio in conferenza stampa il 3 dicembre 2010 sono i rispettivi leader Pier Ferdinando Casini, Gianfranco Fini e Francesco Rutelli, i quali comunicano che, oltre alle firme dei deputati dei propri gruppi parlamentari, hanno firmato anche i deputati del Movimento per le Autonomie di Raffaele Lombardo (in precedenza usciti dalla maggioranza insieme agli esponenti di FLI), dei Liberal Democratici di Daniela Melchiorre e i singoli deputati Giorgio La Malfa e Paolo Guzzanti (i giornali hanno raccontato di questo evento come la nascita del "Terzo Polo"). La mozione raggiunge così un totale di 85 firme che se si vanno a sommare alle 232 firme raccolte nella mozione di sfiducia del Partito Democratico e dell'Italia dei Valori si raggiunge un totale di 317 firme, che sancirebbe di fatto al momento del voto la caduta del Governo.
Tuttavia, successivamente in Parlamento si assiste a uno spostamento di deputati dall'opposizione alla maggioranza, al punto che Antonio Di Pietro, in seguito all'uscita improvvisa dal gruppo di due deputati del suo partito a favore del Governo, chiede alla Magistratura di aprire un'inchiesta su una presunta "Compravendita di Parlamentari". Alcuni parlamentari che avevano firmato la mozione di sfiducia del Terzo Polo votano, invece, contro la stessa: il Liberal Democratico Maurizio Grassano (da sempre vicino alla Lega e al tema del Federalismo), e tre deputati di FLI, Silvano Moffa, Catia Polidori e Maria Grazia Siliquini. Il Governo ottiene dunque la fiducia con 314 voti favorevoli e 311 contrari. In seguito Berlusconi dichiara di volere ampliare la maggioranza all'UdC, dal momento che il rapporto con i traditori finiani è ormai irrecuperabile.

### Il "Nuovo Polo per l'Italia": il "Polo della Nazione"

Logo del Nuovo Polo per l'Italia

Il 15 dicembre 2010 si tiene una riunione di tutti
i rappresentanti del Terzo Polo nella quale, in comune accordo, viene comunicato che tutte queste forze parlamentari (UdC, FLI, ApI, MpA, LD e vari) agiranno d'ora in poi in completa sintonia all'interno del Parlamento, prendendo decisioni comuni sui singoli provvedimenti del Governo. L'iniziativa, che è stata battezzata «Polo della Nazione» da Pier Ferdinando Casini, raccoglie l'adesione di più di 100 Parlamentari fra Camera e Senato.
Ad aderire al gruppo UdC-SVP e Autonomie sono in seguito i senatori Vincenzo Galioto, passato dal PdL all'UdC, mentre Maurizio Fistarol aderisce a Verso Nord. Nel 2011 entrano a far parte dell'alleanza: il senatore Enrico Musso, in quota Partito Liberale Italiano (25 febbraio) e Giuseppe Gargani, ex PdL (2 marzo) che è entrato nell'UdC. L'8 marzo hanno annunciato la loro adesione al partito Marisa Raciti, vedova di Filippo, il poliziotto ucciso quattro anni prima negli scontri dopo la partita Catania-Palermo, e Azar Karimi, presidente dei giovani iraniani in Italia. Il 22 marzo entra anche il deputato (già ex teodem) dell'Alleanza per l'Italia, Marco Calgaro.
Il 19 maggio 2011 il Consiglio di Stato ha accolto il ricorso presentato nella primavera 2009, dopo le elezioni europee, da due candidati, Giuseppe Gargani (all'epoca nel PdL) e Pasquale Sommese (al tempo eletto col PD, oggi assessore regionale campano con l'UdC). L'Unione di Centro guadagna così due europarlamentari.

### Elezioni amministrative del 2011
Per le elezioni amministrative del 15 e 16 maggio 2011 l'Unione di Centro presenta candidati unici con gli altri partiti del Nuovo Polo nelle quattro città più importanti chiamate al voto (Milano, Torino, Bologna e Napoli) e in 62 su 134 comuni superiori ai 15.000 abitanti. In tutti gli altri comuni l'UdC opta scelte diverse, per via delle diverse realtà locali. I risultati differiscono in ogni città: a Milano e Napoli (rispettivamente 5,5% e 11,5%) le percentuali del Terzo Polo non permettono a nessuna delle due principali coalizioni di prendere il 50%+1 dei voti, arrivando così al ballottaggio e facendo pesare il proprio elettorato. A Torino si ottengono risultati più modesti (5,1%) e a Bologna risultati più deludenti (4,7%). Risulta invece che il nuovo schieramento ottiene risultati più che soddisfacenti e a due cifre nelle altre città più piccole e ottiene una media che supera il 10%.
Per quanto riguarda le undici province chiamate alle urne, l'Unione di Centro si presenta ovunque ottenendo il peggior risultato in quella di Treviso (dove aveva creato una lista in comune con FLI ed ApI) con il 3,09% ed il migliore in quella di Macerata con il 7,64% e l'elezione di due consiglieri. In totale, l'UdC ha raccolto 85.106 voti, pari al 4,97% e alla nomina di otto consiglieri provinciali.
Le elezioni del 28 e 29 maggio sono il primo test elettorale dell'Unione di Centro in seguito alla scissione dei PID del Ministro Francesco Saverio Romano. Contrariamente alle aspettative che vedevano il partito calare drasticamente nei consensi, l'UdC, a guida del senatore Gianpiero D'Alia, dimostra una buona tenuta con una media del 7,12% perdendo solo 3 punti rispetto al passato e riuscendo a eleggere sindaci e diversi consiglieri comunali. Inoltre risulta evidente l'importanza dell'UdC all'interno del Terzo Polo siciliano, che riesce a eleggere due sindaci nei comuni di Bagheria e Noto.

### Convegno di Chianciano Terme del 2011
Dall'8 all'11 settembre 2011 si è tenuto l'annuale convegno a Chianciano Terme. Durante la riunione, sono intervenute personalità come Emma Marcegaglia, presidente di Confindustria, Raffaele Bonanni, segretario nazionale della CISL, e Vasco Errani, Presidente della Conferenza delle Regioni e delle Province autonome. Hanno accettato l'invito anche numerosi esponenti della maggioranza e delle opposizioni, come il sindaco di Roma Gianni Alemanno, che ha messo in evidenza le problematiche all'interno del PdL e i rapporti difficili con la Lega, il presidente della Commissione Parlamentare Bicamerale Antimafia Giuseppe Pisanu, che in seguito al voto di fiducia sulla manovra economica del Governo al Senato aveva dichiarato che sarebbero state opportune le dimissioni del Premier, e Giuseppe Fioroni, che ha espresso il malumore delle componente cattolica all'interno del PD.
Anche il presidente dell'ApI Francesco Rutelli è intervenuto, rimarcando ancora una volta l'importanza del Terzo Polo, affermando che la sua nascita è imminente ma richiede tempo, poiché deve radicarsi sul territorio e rispettare le rispettive realtà locali dei partiti della coalizione.
Si è svolta anche l'Assemblea Nazionale del partito, in cui si è deciso di partire il prima possibile con i Congressi nei vari livelli di amministrazione (comuni, provincie, regioni).
Durante il suo intervento, Pier Ferdinando Casini ha condannato duramente l'operato del Governo e rinnovato l'invito alle forze responsabili di maggioranza e opposizioni di formare con l'UdC e il Terzo Polo un governo di unità nazionale, al fine di fronteggiare la grave crisi economica.
Infine, Lorenzo Cesa, durante il discorso conclusivo del convegno, ha rimarcato l'equidistanza dell'Unione di Centro da entrambi gli schieramenti di Destra e Sinistra e l'intenzione di rimanere all'opposizione di questo Governo.
In data 23 settembre il deputato Deodato Scanderebech lascia nuovamente il gruppo dell'UdC alla Camera per aderire al gruppo di Futuro e Libertà.

### Elezioni regionali in Molise del 2011
Per le elezioni regionali in Molise del 16 e 17 ottobre, l'UdC decide di schierarsi col presidente uscente del centrodestra Angelo Michele Iorio, nonostante si sia tentato di trovare in precedenza un candidato comune per il Terzo Polo (tentativo vano poiché l'MpA era quasi assente in regione; FLI, per via della diversità di opinioni all'interno del partito regionale, decide di non presentare nessuna lista e lasciare libertà di scelta ai suoi singoli rappresentati; l'ApI invece decide di sostenere il candidato del centrosinistra Paolo Di Laura Frattura).
Ad urne chiuse, l'UdC ottiene il 6,78%, risultando determinante per la vittoria risicata di Michele Iorio (46,94%) sul centrosinistra (46,15%). Nonostante il calo di consensi rispetto alle precedenti consultazioni regionali (9,99%), causato dal 6,73% conseguito dall'AdC di Francesco Pionati, l'UdC locale guadagna consensi rispetto alle politiche del 2008 (5,6%) e le europee del 2009 (6,5%) ed è il terzo partito di una coalizione di centrodestra che registra un calo molto più evidente rispetto al passato, passando dal 54,14% del 2006 al 46,94% del 2011.
Il 24 ottobre il deputato dell'ARS Nino Dina annuncia l'abbandono dei Popolari di Italia Domani (il marzo scorso si era dimesso da coordinatore regionale in Sicilia), in quanto contrario al sostegno al Governo Berlusconi e consapevole che il PID "non è mai nato". Due giorni dopo ufficializzerà il suo ritorno.

### Dimissioni del quarto governo Berlusconi e appoggio a Monti
Nei giorni in cui si consuma lo sfaldamento della maggioranza, il 3 novembre i deputati Alessio Bonciani e Ida D'Ippolito lasciano Il Popolo della Libertà per aderire al partito, mentre il 6 novembre è la volta di un'altra deputata PdL, Gabriella Carlucci.
Il passaggio di questi parlamentari contribuisce alla perdita della maggioranza numerica del Governo Berlusconi IV. In conseguenza di ciò e nonostante non sia stato mai sfiduciato, Silvio Berlusconi decide di rassegnare le dimissioni dopo l'approvazione della legge di stabilità economica. Le opposizioni decidono di ritirare i propri emendamenti al fine di velocizzare il tutto e l'UDC, e il Terzo Polo al completo, arrivano a votare anche la legge di stabilità alla Camera, per assicurare il numero legale.
In seguito alle dimissioni di Berlusconi, Giorgio Napolitano avvia le consultazioni e una delegazione del Terzo Polo, composta da esponenti di Camera e Senato di UDC, FLI ed ApI guidata da Pier Ferdinando Casini afferma di essere disposta a sostenere un esecutivo guidato da Mario Monti e di dare a quest'ultimo carta bianca sulla composizione del governo, accettando quindi che sia interamente composto da ministri che non provengono dai partiti.
In data 1º dicembre, Gino Trematerra si vede assegnato il seggio al Parlamento europeo: gli eurodeputati dell'Unione di Centro salgono a cinque.

### Le dimissioni del Presidente della Sicilia Raffaele Lombardo con le conseguenti regionali siciliane e le amministrative del 2012
Quando il governatore siciliano Raffaele Lombardo, del Movimento per le Autonomie, rassegna le proprie dimissioni, causando un anticipato ritorno alle urne in Sicilia, la scelta dei dirigenti sulla personalità da appoggiare per le nuove imminenti consultazioni ricade inaspettatamente sull'ex sindaco di Gela e parlamentare europeo Rosario Crocetta, del Partito Democratico. Gli accordi nel frattempo raggiunti prevedono un programma di riforme e la partecipazione del Partito Socialista di Riccardo Nencini.
Sul fronte opposto Il Popolo della Libertà, I Popolari di Italia Domani e La Destra sostengono Nello Musumeci.
Il 28 ottobre Crocetta raggiunge il 30,50%, staccando il proprio avversario di 5 punti. L'Unione di Centro ottiene il 10,8% e 13 rappresentati all'Assemblea Regionale Siciliana; un suo esponente, il messinese Giovanni Ardizzone, è il nuovo Presidente dell'Assemblea Regionale Siciliana.
Nel frattempo, a L'Aquila, alle elezioni amministrative del 2012, il candidato del centro-destra Giorgio De Mattei perde contro Massimo Cialente del PD.

### Elezioni politiche del 2013

Logo della coalizione Con Monti per l'Italia

Il 29 dicembre 2012 il Presidente del Consiglio dei ministri in carica Mario Monti annuncia la sua candidatura alla guida dell'esecutivo per le elezioni politiche del 2013 a capo della coalizione Con Monti per l'Italia.
In occasione delle elezioni politiche del 2013, l'UdC vi partecipa unitamente a Futuro e Libertà per l'Italia e ad alcune associazioni, tra le quali Italia Futura di Luca Cordero di Montezemolo, promotrici di Scelta Civica.
Al Senato l'UdC ha invece preso parte alla lista unica Con Monti per l'Italia. Sono stati eletti due senatori.
I risultati non sono confortanti, con l'1,74% alla Camera e solamente 8 seggi. Nella XVII legislatura vengono costituiti gruppi unici alla Camera e al Senato denominati Scelta Civica per l'Italia, formati da tutti gli eletti della coalizione.
Dopo che nessuna forza politica è uscita dalle elezioni in grado di formare un governo autonomo, dopo lunghe consultazioni il neo-rieletto presidente della Repubblica Giorgio Napolitano incaricherà l'esponente del Partito Democratico Enrico Letta, già sottosegretario alla presidenza del Consiglio nel secondo governo Prodi e varie volte ministro, di trovare una maggioranza in grado di sostenerlo a capo del governo. La maggioranza che sosterrà la formazione del Governo Letta è composta da Partito Democratico, Il Popolo della Libertà, Scelta Civica e Unione di Centro. La carica di Presidente del Consiglio dei ministri, viene affidata da Napolitano ad Enrico Letta, vice segretario del PD. Il governo Letta  comprende esponenti di entrambe le principali coalizioni che si contrapponevano prima delle elezioni. L'UdC entra anche nella compagine ministeriale con Gianpiero D'Alia Ministro della Pubblica Amministrazione e Gian Luca Galletti Sottosegretario di Stato al Ministero dell'Istruzione.
Il 15 novembre 2013 il presidente di Scelta Civica Alberto Bombassei pone fine all'alleanza. Il 27 novembre e il 10 dicembre l'UdC aderisce ai nuovi gruppi ribattezzati Per l'Italia.

### Quarto congresso del 2014 e i rapporti con Renzi

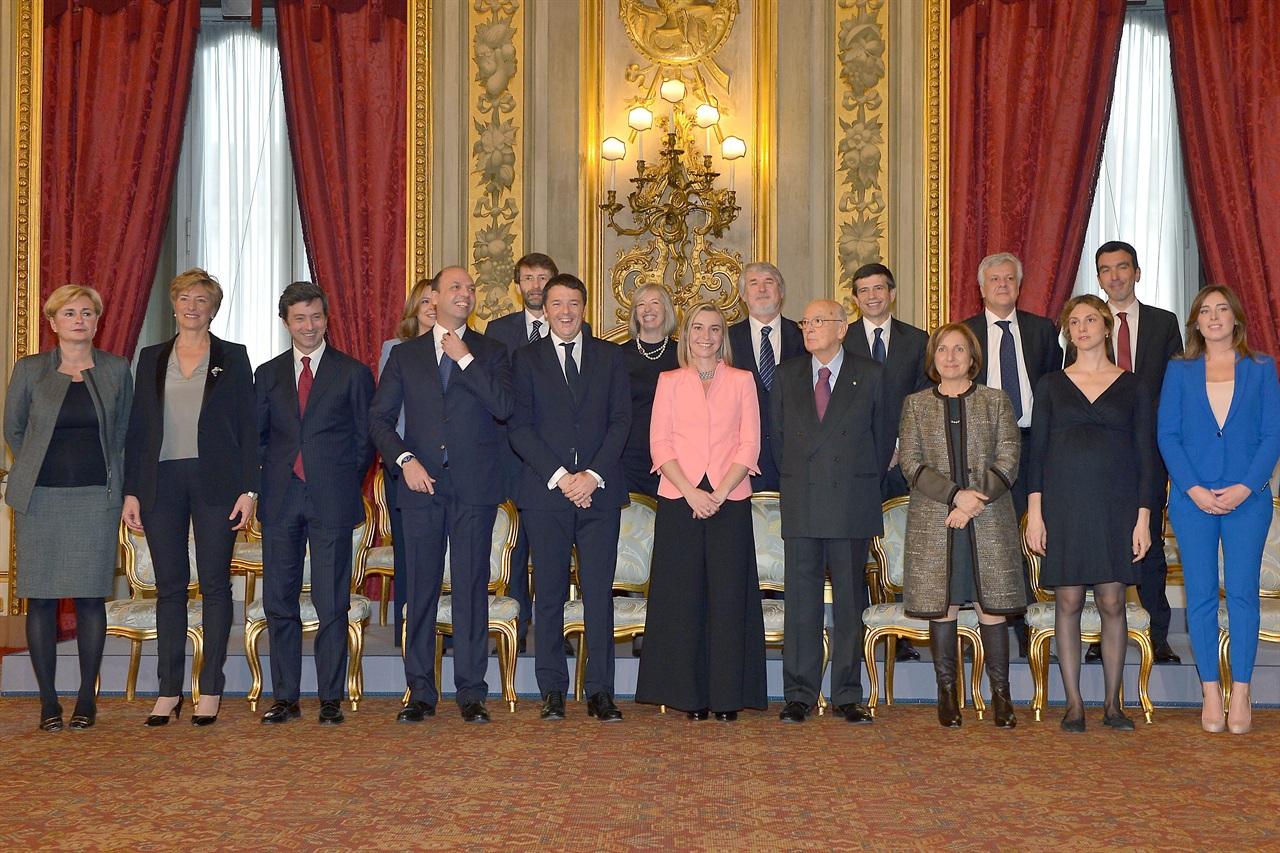
Il Governo Renzi con Giorgio Napolitano il giorno del giuramento.

Dal 21 al 23 febbraio 2014 si celebra il quarto congresso ordinario del partito. Il segretario uscente e deputato nazionale Lorenzo Cesa è confermato con 435 voti contro 431 del contendente Gianpiero D'Alia.
Negli stessi giorni si forma il Governo Renzi, nel quale l'esponente UDC Gian Luca Galletti viene nominato Ministro dell'ambiente e della tutela del territorio e del mare, ma Gianpiero D'Alia non viene confermato Ministro per la semplificazione e la pubblica amministrazione.
In vista delle elezioni europee del 2014, inizialmente l'UDC e i Popolari per l'Italia presentano il simbolo di una lista comune, ma successivamente l'UDC sceglie di aderire alla lista unica promossa dal Nuovo Centrodestra di Angelino Alfano, denominata Nuovo Centrodestra - Unione di Centro, mentre il partito di Mario Mauro, a causa delle divisioni interne sull'ipotesi di aderire alla lista di Alfano, decidono infine di non aderire ufficialmente a nessuna lista.
Il cartello elettorale ottiene il 4,38% dei voti ed elegge tre deputati al Parlamento Europeo tra i quali il segretario del partito Lorenzo Cesa, capolista della circoscrizione sud, che rinuncia quindi al proprio seggio alla Camera dei Deputati e aderisce al Gruppo del Partito Popolare Europeo.

#### Elezioni regionali del 2015
L'UdC in vista delle regionali del 31 maggio entra nella coalizione di centro-sinistra in tre regioni, di centro in due e di centro-destra in altre due.
- In Toscana si allea con NCD con il quale forma la lista Passione per la Toscana che con l'1,2% non riesce ad ottenere seggi.
- Nelle Marche forma un'alleanza col PD a sostegno di Luca Ceriscioli e col 3,7% riesce a far eleggere un consigliere regionale.
- In Veneto con NCD, Partito Pensionati e varie liste civiche appoggia il sindaco di Verona Flavio Tosi e la lista Area Popolare col 2% dei voti ottiene un seggio, in quota NCD.
- In Puglia candida il democratico Michele Emiliano, sostenuto anche da SEL, e la lista unica detta Popolari formata con Centro Democratico e Realtà Italia ottiene il 5,9% e l'elezione di tre consiglieri, tutti esponenti dello scudo crociato.
- In Campania appoggia Vincenzo De Luca unitamente al PD e la lista guidata da Ciriaco De Mita col 2,3% conquista due seggi al consiglio campano.
- In Umbria con NCD forma una lista unica e sostiene il sindaco di Assisi Ricci assieme a tutto il centrodestra e la lista dei popolari ottiene il 2,6%.
- In Liguria rompe l'alleanza col centro-sinistra e schiera Giovanni Toti sostenuto da Forza Italia, Lega Nord e Fratelli d'Italia e NCD con cui forma una lista comune che ottiene solo l'1,7% e nessun seggio ma, siccome Toti è risultato vincitore, nel listino del candidato è stato eletto un esponente del Nuovo Centrodestra.

Alle amministrative al comune di Agrigento diventa sindaco un esponente del partito, Lillo Firetto.
L'intesa con Angelino Alfano, che si concretizza nella costituzione di gruppi parlamentari unitari, sembra inizialmente condurre alla nascita di una nuova formazione unitaria; sarà tuttavia Cesa, intervenendo alla Direzione nazionale, ad annunciare l'avvio di una stagione caratterizzata da congressi e tesseramento.

### Ritorno nel centro-destra

#### L'addio di Casini e dei De Mita

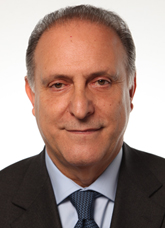
Lorenzo Cesa

A maggio 2016 Pier Ferdinando Casini, che aveva già manifestato la volontà di non partecipare attivamente, non rinnova la tessera, contestando severamente l'atteggiamento critico verso il Partito Democratico e il riavvicinamento al centro-destra. Qualche settimana dopo, la direzione nazionale critica aspramente la Riforma costituzionale Renzi-Boschi e promuove la nascita dei comitati per l'inutilità del sì.
Tale posizione non viene però condivisa da Gianpiero D'Alia, che dopo essere stato deferito ai probiviri per alcune affermazioni (Il partito è morto), rassegna le dimissioni dalla sua carica e abbandona il partito, dando vita ai Centristi per l'Europa. Il 20 dicembre il Consiglio nazionale decide di sostituirlo con Antonio De Poli. In seguito alla vittoria del NO al referendum costituzionale i parlamentari dell'UDC abbandonano il gruppo parlamentare di Area Popolare (di cui facevano parte assieme all'NCD) e passano al gruppo misto, dove costituiscono la componente "UDC".
Il 9 febbraio 2017 aderiscono i senatori Giuseppe Esposito, Giuseppe Ruvolo e Riccardo Conti. Il 25 marzo dello stesso anno torna il deputato dell'ARS Girolamo Turano, mentre commissario in Sicilia viene nominata Ester Bonafede, ex assessore regionale della giunta Crocetta e moglie dell'ex deputato UdC Carmelo Carrara, che a luglio viene sostituita da Antonio De Poli.
Il 24 maggio 2017 i due deputati di IDeA (Eugenia Roccella e Vincenzo Piso) aderiscono alla componente "UDC" del gruppo misto, che muta nome in "UDC-IDeA". Le comunali del 2017 sono quindi il primo banco di prova per il partito dalla scissione di Casini. I risultati tuttavia sono abbastanza positivi: tra i comuni capoluogo ottiene il 4,9% a Gorizia, il 2,1% a L'Aquila, il 4% a Lecce, il 6,6% a Oristano, il 5% a Catanzaro e il 3,1% a Palermo.
A partire dal referendum costituzionale del 2016, in cui l'UDC si schiera con gli tutti gli altri partiti della coalizione di centro-destra a sostegno del NO, il segretario Cesa si fa promotore di un progressivo riavvicinamento a Forza Italia e Silvio Berlusconi, in virtù del consolidamento dell'area del PPE presente in Italia. Nei mesi seguenti inoltre il partito si schiera all'opposizione del governo Gentiloni.

Sarà lo stesso segretario Cesa il 7 ottobre 2017 a sancire ufficialmente il ritorno nella coalizione di centro-destra, affermando:
(Lorenzo Cesa)
La nuova linea però viene criticata da Giuseppe De Mita, che auspicava invece un'alleanza col Partito Democratico ed il centro-sinistra; per tali ragioni il 13 ottobre verrà rimosso dall'incarico di vicesegretario nazionale. Successivamente De Mita lancerà L'Italia è Popolare, che, in vista delle elezioni, si unirà ad Alternativa Popolare, Centristi per l'Europa, Italia dei Valori e Democrazia Solidale per formare la lista Civica Popolare, alleata al PD. I consiglieri regionali campani Maria Ricchiuti e Maurizio Petracca, in linea con De Mita, abbandonano.

#### Elezioni regionali in Sicilia del 2017
Alle elezioni regionali in Sicilia del 2017 il candidato prescelto unitario è Nello Musumeci, che vince le consultazioni elettorali.
Nel frattempo aderiscono al partito quattro deputati regionali siciliani: Pietro Alongi (proveniente da Alternativa Popolare), Margherita La Rocca Ruvolo, Gaetano Cani (dai Centristi per l'Europa) e Vincenzo Figuccia (da Forza Italia). Il 5 settembre 2017 con 5 deputati viene ricostituito il gruppo parlamentare all'Assemblea regionale siciliana.
Alle elezioni l'UDC riscuote un sorprendente 7% che consente di eleggere all'ARS sei deputati regionali, entrando inoltre a far parte della nuova giunta regionale con due assessori: Girolamo Turano e lo stesso Figuccia. Poco dopo l'elezione di Gianfranco Micciché a presidente dell'ARS, in polemica alla decisione di questo di non fissare dei tetti di compenso per i deputati, Figuccia si dimette da Assessore all'Energia.

#### Elezioni politiche e regionali del 2018

Logo di Noi con l'Italia - UDC, la "quarta gamba" del centro-destra

Il 29 dicembre 2017 Cesa e De Poli siglano un accordo con Raffaele Fitto, Maurizio Lupi e Francesco Saverio Romano di Noi con l'Italia al fine di essere la "quarta gamba" della coalizione di centro-destra in vista delle elezioni politiche del 2018. 
La lista Noi con l'Italia - UDC ottiene l'1,3% dei voti e 4 eletti alla Camera e 4 al Senato. Per l'UDC gli eletti sono i senatori Antonio De Poli in Veneto, Paola Binetti e Antonio Saccone nel Lazio, che si iscrivono al gruppo parlamentare di Forza Italia.
Sempre il 4 marzo la lista Noi con l'Italia - UDC ottiene un assessore e un consigliere alle regionali in Lombardia con l'1,26% (Raffaele Cattaneo e Luca del Gobbo) e un consigliere nel Lazio con l'1,62% (Massimiliano Maselli).
Alle regionali in Molise del 22 aprile l'UDC presenta una propria lista registrando il 5,11% dei consensi e un consigliere eletto, Salvatore Micone, che verrà eletto Presidente del consiglio regionale. Non si presenterà agli appuntamenti in Friuli-Venezia Giulia e Valle d'Aosta, mentre il 21 ottobre otterrà il 2,08% alle elezioni provinciali di Trento (a sostegno del leghista Maurizio Fugatti, centro-destra) mancando per pochissimi voti l'ingresso nel Consiglio provinciale e di conseguenza in quello regionale.

#### Elezioni regionali del 2019 e accordo con FI per le europee
Il 19 dicembre 2018 il vicepresidente di Forza Italia Antonio Tajani a Porta a Porta annuncia l'accordo con l'UDC e il Südtiroler Volkspartei in vista delle europee di maggio 2019 per dare più forza al Partito Popolare Europeo.
Alle elezioni regionali in Abruzzo del 2019 l'UDC si schiera a sostegno del candidato di centro-destra Marco Marsilio, presentandosi insieme a IDeA di Gaetano Quagliariello e alla Democrazia Cristiana di Gianfranco Rotondi: la lista raccoglie il 2,88% e un seggio spettante all'UDC.
Due settimane dopo, alle elezioni regionali in Sardegna, sempre a sostegno del candidato di centro-destra Christian Solinas, l'UDC ottiene il 3,7%, eleggendo tre consiglieri regionali. Il 28 marzo 2019 aderisce all'UDC il Consigliere regionale del Lazio Enrico Cavallari, eletto con la Lega.
L'UDC partecipa con propri candidati nelle liste di Forza Italia alle europee del 26 maggio, senza tuttavia ottenere seggi. Il segretario Cesa, candidato nell'Italia meridionale, raccoglie circa 42.000 preferenze ed è primo dei non eletti. Dall'11 dicembre 2019 il gruppo parlamentare di Forza Italia al senato assume la denominazione Forza Italia Berlusconi Presidente-UDC (FIBP-UDC).
Alle contemporanee regionali in Piemonte l'UDC si presenta a sostegno del candidato del centrodestra Alberto Cirio, eletto presidente, ottenendo l'1,1% e nessun seggio.

#### Elezioni regionali del 2020 e tentativo di congresso
Alle regionali in Calabria del 2020 l'UDC sostiene la candidata del centro-destra Jole Santelli, eletta presidente, ottenendo il 6,8% e 2 consiglieri.
In vista degli appuntamenti di settembre 2020 in Puglia a sostegno di Raffaele Fitto si presenta insieme al Nuovo PSI, in Toscana con Forza Italia per Susanna Ceccardi, nelle Marche con Popolari Marche per Francesco Acquaroli e in Campania nella lista Caldoro Presidente mentre in Liguria presenta una propria lista in appoggio a Giovanni Toti.
Le elezioni presentano risultati a macchia di leopardo: in Veneto e Toscana non viene eletto alcun rappresentante all'interno delle liste di Forza Italia, laddove invece vengono presentate proprie liste, accanto ai risultati modesti in Puglia (1,9%) e Liguria (0,7%) con nessun eletto, si registra invece l'1,9% in Campania, e il 2,3% nelle Marche: in entrambi i casi, l'UDC si aggiudica un seggio, il primo spettante a Gennaro Cinque, ex sindaco di Vico Equense, l'altro invece a Dino Latini. Con la vittoria della coalizione di centro-destra, lo stesso Latini viene eletto presidente del Consiglio regionale delle Marche.
Il 14 dicembre 2020 Cesa annuncia l'inizio delle procedure per un congresso di fondazione di un nuovo soggetto, intenzione anticipata nei mesi precedenti dalla costituzione di una federazione con esponenti dell'area centrista e cattolica, anche in questo caso finita con nessuna sostanziale variazione di equilibri.

#### Dimissioni e rientro di Cesa
Nell'ambito della maxi operazione anti 'ndrangheta del 21 gennaio 2021 da parte della Dda di Catanzaro, che vede il segretario Lorenzo Cesa indagato con l'ipotesi di concorso esterno in associazione di tipo mafioso, viene perquisita l'abitazione dell'ex parlamentare. A seguito dei fatti, Cesa si dimette da segretario del partito che ricopriva dal 2005.
Tuttavia, il 14 maggio 2021, a seguito della chiusura delle indagini a suo carico (che il 19 novembre viene archiviata l'inchiesta), il Consiglio nazionale ne rigetta le dimissioni..

#### Elezioni amministrative e regionali in Calabria del 2021
Alle regionali calabresi del 2021 l'UdC presenta la sua lista all'interno della coalizione di centrodestra a supporto della candidatura di Roberto Occhiuto. Con il 4,6% lo scudo crociato ottiene un seggio per Giuseppe "Pino" Graziano, diventando capogruppo dell’UdC nel consiglio regionale calabrese, che a gennaio 2023 abbandona l'UdC per aderire ad Azione di Carlo Calenda.
L'UdC ritorna dopo otto anni di assenza all'Assemblea Capitolina grazie all'elezione di Marco Di Stefano, primo e unico eletto della lista FI-UdC (la quale ha ottenuto il 3,6% dei consensi) con 2.594 preferenze..

#### Elezioni amministrative e politiche del 2022
Alle elezioni amministrative a Palermo del 2022 il candidato del centro-destra Roberto Lagalla, appartenente all'Udc, vince al primo turno; tuttavia l’Udc con il 3,77% non elegge alcun consigliere. Nelle altre grandi città il partito, dove si presenta con una propria lista, ottiene un solo consigliere a La Spezia nella riconferma di Pierluigi Peracchini.
In vista delle elezioni politiche anticipate del 2022 l'UdC presenta una lista unica con Coraggio Italia all'interno della coalizione di centro-destra. L'11 agosto alla Camera in conferenza stampa il segretario Cesa con Giovanni Toti, Maurizio Lupi e Luigi Brugnaro presentano la lista elettorale Noi moderati con i simboli federati di Unione di Centro, Italia al Centro, Noi con l'Italia e Coraggio Italia.
Alle tornata elettorale Noi moderati prende lo 0,91% alla Camera (255.505 voti) e lo 0,89% al Senato (244.363 voti) non riuscendo quindi a superare la soglia di sbarramento (del 3%) e ad eleggere propri parlamentari nei collegi plurinominali mentre in quelli uninominali la lista riesce a far eleggere 9 parlamentari tra i quali Cesa e De Poli dell'UdC rispettivamente alla Camera e al Senato: Cesa aderisce al gruppo parlamentare Noi moderati (Noi con l'Italia, Coraggio Italia, UdC, Italia al Centro) - MAIE mentre De Poli viene scelto come presidente del gruppo Civici d'Italia - Noi moderati (UdC - Coraggio Italia - Noi con l'Italia - Italia al Centro).
L’UdC si presenta alle concomitanti elezioni regionali in Sicilia con una lista unitaria insieme alla Democrazia Cristiana di Salvatore Cuffaro, sostenendo il candidato del centro-destra Renato Schifani. La lista centrista raccoglie il 6,51%, riuscendo a superare lo sbarramento e ad eleggere cinque deputati all'Assemblea Regionale Siciliana (tre della DC e due dell’UdC), con due assessori nella Giunta Schifani.

#### Elezioni regionali e comunali del 2023
In vista delle elezioni regionali del 12-13 febbraio 2023 l’Udc nel Lazio presenta una lista con Verde è Popolare a sostegno di Francesco Rocca riuscendo, con l’1,6%, ad eleggere un consigliere, Nazzareno Neri, il quale però successivamente aderisce a Noi moderati insieme all'unico consigliere capitolino Marco Di Stefano; in Lombardia invece la nuova formazione UdC-Verde è Popolare non viene ammessa.
A fine mese Rotondi annuncia che è stata raggiunta un'intesa con Cesa e De Poli per riunificare i due partiti democristiani del centrodestra, l'UdC e Verde è Popolare con "l'ipotesi di riassumere la denominazione Democrazia cristiana in modo da coinvolgere anche i numerosi partiti che negli ultimi anni hanno provato a riattivare la Dc storica".
In vista delle amministrative del 2023 l’UdC presenta liste comuni con la DC di Renato Grassi, lo stesso partito con cui il partito di Cesa si era alleato alle regionali siciliane e a cui aveva aderito Salvatore Cuffaro, in alcune città come Latina sfruttando il simbolo dell’UdC con l’aggiunta della dicitura “Democrazia Cristiana”, eleggendo due consiglieri con il 5,99%. Nelle altre grandi città al voto l'UdC con la propria lista raccoglie il 2,19% a Udine e l'1,60% ad Ancona senza eleggere consiglieri.
Alle elezioni regionali in Molise del 2023 sostiene Francesco Roberti del centro-destra, nella lista "Unione di Centro – Democrazia Cristiana – Noi di Centro", ottenendo il 3,5% senza consiglieri eletti.

#### Accordo con la Lega ed elezioni del 2024
Alle elezioni regionali in Sardegna del 2024 sostiene Paolo Truzzu del centro-destra, dove l'UdC raccoglie il 2,79% con un'eletta, mentre alle regionali in Abruzzo di marzo la lista UdC - Democrazia Cristiana prende l'1,17% senza eleggere alcun consigliere. Anche in Basilicata, nella riconferma di Vito Bardi, la lista UdC - Democrazia Cristiana - Popolari Uniti non elegge consiglieri con il 2,5%.
Ad aprile i vertici del partito stipulano un patto federativo parlamentare con la Lega di Matteo Salvini, finalizzato ad un'alleanza programmatica per le elezioni europee del 2024 e sui territori.
Alle elezioni comunali di Bari e Caltanissetta si presenta con la Lega raccogliendo il 4,3% e il 2,83%. Negli altri comuni al voto l'UdC presenta liste autonome e in alcuni casi, come a Ferrara e Pesaro, con la DCR e Forza Italia; spicca il risultato di Lecce dove, unitamente a Puglia Popolare, raccoglie il 5,86%.
Alle elezioni regionali in Piemonte invece l'UdC presenta una lista comune con Forza Italia e Partito Liberale Italiano ma con il 9,85% vengono eletti solo consiglieri di FI e l'UdC perde anche il proprio rappresentante. Tra ottobre e novembre si tengono le regionali in Liguria, Umbria ed Emilia-Romagna: nel primo caso la lista dell’UdC raccoglie l’1,3% e nel secondo lo 0,45% senza eleggere alcun consigliere mentre nel terzo caso non presenta direttamente una propria lista, preferendo una civica.

### Segreteria di De Poli
L’11 luglio 2025, su decisione unanime e per acclamazione del consiglio nazionale del partito riunito a Roma, il segretario Cesa e il presidente Antonio De Poli operano un cambio di ruolo, contestuale anche alla nomina di un nuovo ufficio politico.

## Ideologia
I suoi obiettivi sono innanzitutto improntati alla necessità di ricomporre la diaspora della storica DC, proseguendone la tradizione culturale e politica.
Le figure ideali di riferimento sono quindi don Luigi Sturzo, Alcide De Gasperi, Aldo Moro, Amintore Fanfani, Mariano Rumor, Flaminio Piccoli, Remo Gaspari e Giulio Andreotti.
Altre posizioni riguardano l'opposizione all'aborto, all'eutanasia, al matrimonio tra persone dello stesso sesso, all'adozione da parte di coppie dello stesso sesso e alla legalità della cannabis, in linea con il conservatorismo sociale.

## Soggetti confluiti
- Autonomisti Democratici di Maurizio Ballistreri[senza fonte]
- Democrazia Futura di Alberto Tommassini
- EuropaSud di Giuseppe Gargani[235]
- Popolari per la Puglia di Marcello Vernola
- Popolari per la Sicilia di Nino Borrometi
- Veneto per il PPE di Giorgio Carollo[236][237]
- Rete Democratica di Rosario Giuseppe Meli[238]
- Idea Sicilia di Roberto Lagalla[239][240]

## Scissioni
- 30 aprile 2005 - Movimento per l'Autonomia di Raffaele Lombardo[241]
- 25 giugno 2005 - Democrazia Cristiana per le Autonomie di Gianfranco Rotondi (confluito ne Il Popolo della Libertà nel 2009)
- 21 ottobre 2006 - Italia di Mezzo di Marco Follini (confluito nel Partito Democratico nel 2007)
- 8 febbraio 2008 - Rosa per l'Italia di Bruno Tabacci (dissolto nel 2014)
- 4 dicembre 2008 - Alleanza di Centro di Francesco Pionati
- 28 settembre 2010 - I Popolari di Italia Domani di Francesco Saverio Romano[242] (confluito in Cantiere Popolare nel 2012)
- 14 marzo 2014 - Nuovo CDU di Mario Tassone[243]
- 11 febbraio 2017 - Centristi per l'Europa di Pier Ferdinando Casini.
- 11 novembre 2017 - L'Italia è Popolare di Giuseppe De Mita.[244]

## Struttura

### Organi nazionali

#### Segretario
- Marco Follini (6 dicembre 2002 – 15 ottobre 2005)
- Lorenzo Cesa (27 ottobre 2005 – 11 luglio 2025)
- Antonio De Poli (11 luglio 2025 - in carica)

#### Vicesegretario
- Sergio D'Antoni (6 dicembre 2002 – 2004)
- Mario Tassone (2004 – 2013)
- Salvatore Cuffaro (27 ottobre 2005 – 2010)
- Erminia Mazzoni (27 ottobre 2005 – giugno 2007)
- Armando Dionisi (2007 – 2008)
- Michele Vietti (2007 – 2010)
- Antonio De Poli (2014 – 2016)
- Mauro Libè (2014 – 2016)
- Giuseppe De Mita (25 febbraio 2014 – 13 ottobre 2017)

#### Presidente
- Rocco Buttiglione (6 dicembre 2002 – 22 marzo 2014)
- Gianpiero D'Alia (22 marzo 2014 – 2 novembre 2016)
- Antonio De Poli (20 dicembre 2016 – 11 luglio 2025)
- Lorenzo Cesa (11 luglio 2025 - in carica)

#### Portavoce
- Michele Vietti (2006 – 2007)
- Francesco Pionati (2007 – 2008)
- Antonio De Poli (2008 – 2014)
- Antonio Saccone (15 dicembre 2020 – in carica)

### Presidenti dei gruppi parlamentari

#### Camera dei deputati
- 6 dicembre 2002 – 28 aprile 2008: Luca Volontè, vice: Giuseppe Drago, poi Luigi Maninetti
- 5 maggio 2008 – 26 aprile 2012: Pier Ferdinando Casini, vice: Michele Vietti, poi Gian Luca Galletti
- 26 aprile 2012 – 14 marzo 2013: Gian Luca Galletti, vice: Mario Tassone
- 15 marzo 2013 – 28 aprile 2013: Gianpiero D'Alia[245]
- 28 aprile 2013 – 13 ottobre 2014: Giuseppe De Mita[245]
- 13 ottobre 2014 – 22 marzo 2018: Rocco Buttiglione[245]
- 13 ottobre 2022 – in carica: Lorenzo Cesa[245]

#### Senato della Repubblica
- 6 dicembre 2002 – 28 aprile 2008: Francesco D'Onofrio, vice: Tomaso Zanoletti
- 6 maggio 2008 – 14 marzo 2013: Giampiero D'Alia, vice: Dorina Bianchi, poi Achille Serra
- 15 marzo 2013 – in carica: Antonio De Poli[245]

#### Parlamento europeo
- 2004 – 2008: Vito Bonsignore
- 2008 – 2009: Iles Braghetto
- 2009 – 30 giugno 2014: Carlo Casini
- 1º luglio 2014 – 1º luglio 2019: Lorenzo Cesa

### Segretari regionali
| Regione               | Coordinatore             |
| --------------------- | ------------------------ |
| Valle d'Aosta         | Piero Vicquery           |
| Piemonte              | Alberto Goffi            |
| Lombardia             | Vincenzo Tortorici       |
| Veneto                | Antonio De Poli          |
| Trentino-Alto Adige   | Ivo Tarolli              |
| Friuli-Venezia Giulia | Paolo Urbani             |
| Liguria               | Umberto Calcagno         |
| Emilia-Romagna        | Andrea Pasini            |
| Toscana               | Luca Paolo Titoni        |
| Umbria                | Maurizio Ronconi         |
| Marche                | Antonino Pettinari       |
| Lazio                 | Antonio Saccone          |
| Abruzzo               | Enrico Di Giuseppantonio |
| Molise                | Teresio Di Pietro        |
| Campania              | vacante                  |
| Basilicata            | Agatino Mancusi          |
| Puglia                | Gaetano Brattoli         |
| Calabria              | Francesco Talarico       |
| Sicilia               | Decio Terrana            |
| Sardegna              | vacante                  |

### Giovani UDC
L'organizzazione giovanile dell'Unione dei Democratici Cristiani e Democratici di Centro è costituita dal movimento Giovani UDC. Dal 2020 il coordinatore nazionale dell'organizzazione giovanile è Gero Palermo.

## Nelle istituzioni

### Camera dei Deputati
Nel gruppo UDC Unione dei Democratici Cristiani e di Centro (CCD-CDU).
| XV legislatura |
| -------------- |
| 38 deputati    |

Nel gruppo UDC (Unione dei Democratici Cristiani e di Centro).
| XV legislatura |
| -------------- |
| 36 deputati    |

Nel gruppo Unione di Centro per il Terzo Polo.
| XVI legislatura |
| --------------- |
| 36 deputati     |

Nel gruppo misto.
| XVII legislatura |
| ---------------- |
| 4 deputati       |

- Paola Binetti
- Rocco Buttiglione
- Angelo Cera
- Giuseppe De Mita

Nel gruppo misto.
| XIX legislatura |
| --------------- |
| 1 deputato      |

- Lorenzo Cesa

### Senato della Repubblica
Nel gruppo UDC Unione dei Democratici Cristiani e di Centro (CCD-CDU).
| XV legislatura |
| -------------- |
| 30 senatori    |

Nel gruppo Unione dei Democratici Cristiani e di Centro.
| XV legislatura |
| -------------- |
| 18 senatori    |

Nel gruppo Unione di Centro, SVP e Autonomie (Union Valdôtaine, MAIE, Verso Nord, Movimento Repubblicani Europei, Partito Liberale Italiano, Partito Socialista Italiano).
| XVI legislatura |
| --------------- |
| 5 senatori      |

- Gianpiero D'Alia (capogruppo)
- Vincenzo Galioto
- Claudio Gustavino
- Riccardo Milana
- Achille Serra

Nel gruppo Grandi Autonomie e Libertà.
| XVII legislatura |
| ---------------- |
| 4 senatori       |

- Riccardo Conti
- Giuseppe Esposito
- Antonio De Poli
- Giuseppe Ruvolo

Nel gruppo Forza Italia - UdC
| XVIII legislatura |
| ----------------- |
| 3 senatori        |

- Paola Binetti
- Antonio De Poli
- Antonio Saccone

Nel gruppo Civici d'Italia - Noi moderati (UdC - Coraggio Italia - Noi con l'Italia - Italia al Centro) - MAIE.
| XVIII legislatura |
| ----------------- |
| 1 senatore        |

- Antonio De Poli

## Simbologia
L'UDC ha riunito nel proprio contrassegno diversi simboli dei partiti antesignani,quali innanzitutto lo scudo crociato che rimanda all'eredità popolare e democristiana; di sfondo sono stati anche mantenute la vela del Centro Cristiano Democratico e la bandiera crociata della Democrazia Europea.

2002 - 2006 Primo logo ufficiale
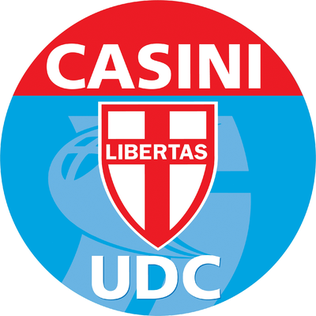
2006 - 2008
Logo in occasione delle elezioni politiche del 2008
Logo della lista elettorale Noi con l'Italia - UDC, formata in occasione delle elezioni politiche in Italia del 2018
In uso dal 2013
Logo presentato per le elezioni politiche 2022 con Noi con l'Italia, Italia al Centro e Coraggio Italia

## Risultati elettorali
| Elezione       | Elezione     | Voti                               | %                                  | Seggi    |
| -------------- | ------------ | ---------------------------------- | ---------------------------------- | -------- |
| Europee 2004   | Europee 2004 | 1.914.726                          | 5,89                               | 5 / 78   |
| Politiche 2006 | Camera       | 2.580.190                          | 6,76                               | 39 / 630 |
| Politiche 2006 | Senato       | 2.309.442                          | 6,76                               | 21 / 315 |
| Politiche 2008 | Camera       | 2.050.229                          | 5,62                               | 36 / 630 |
| Politiche 2008 | Senato       | 1.866.356                          | 5,69                               | 3 / 315  |
| Europee 2009   | Europee 2009 | 1.996.021                          | 6,51                               | 5 / 72   |
| Politiche 2013 | Camera       | 608.210                            | 1,79                               | 8 / 630  |
| Politiche 2013 | Senato       | Nella lista Con Monti per l'Italia | Nella lista Con Monti per l'Italia | 2 / 315  |
| Europee 2014   | Europee 2014 | Nella lista NCD - UDC              | Nella lista NCD - UDC              | 1 / 73   |
| Politiche 2018 | Camera       | In Noi con l'Italia - UDC          | In Noi con l'Italia - UDC          | 0 / 630  |
| Politiche 2018 | Senato       | In Noi con l'Italia - UDC          | In Noi con l'Italia - UDC          | 3 / 315  |
| Europee 2019   | Europee 2019 | In Forza Italia                    | In Forza Italia                    | 0 / 73   |
| Politiche 2022 | Camera       | In Noi Moderati                    | In Noi Moderati                    | 1 / 400  |
| Politiche 2022 | Senato       | In Noi Moderati                    | In Noi Moderati                    | 1 / 200  |
| Europee 2024   | Europee 2024 | Nella Lega Salvini Premier         | Nella Lega Salvini Premier         | 0 / 76   |

## Congressi
- I Congresso - Roma, 6 dicembre 2002
- II Congresso - Roma, 1-3 luglio 2005
- III Congresso - Roma, 13-15 aprile 2007
- IV Congresso - Roma, 21-23 febbraio 2014